# Лимонадный Джо
«Лимонадный Джо» (оригинальное название чеш. Limonádový Joe aneb Koňská opera) — чехословацкая музыкальная пародийная комедия-вестерн. Фильм получил два приза на международных кинофестивалях.

## Сюжет
В городке Стетсон-сити, штат Аризона, вся жизнь местного населения проходит по принципу «Кто кого раньше пристрелит». Главные развлечения жителей — повальное пьянство, ежедневная всеобщая драка в салуне и пение местной дивы Торнадо Лу.
Как-то раз в салун Дуга Бэдмена зашёл приезжий парень по кличке Лимонадный Джо и сразу же поставил на место главного грубияна, отстрелив ему пуговицы на брюках. Остальным пьяным драчунам Джо посоветовал употреблять вместо виски «Колалоковый лимонад», потому что, по его словам, «Чтобы метко муху бить, надо „Колалоку“ пить». Джо ездит на белом коне, носит белоснежный костюм и не пьёт ничего, кроме лимонада, за что и получил своё прозвище. Он защищает закон, борется против несправедливости и заодно является торговым агентом лимонадной фирмы мистера Колалока.
Джо вместе с отцом очаровательной блондинки Виннифред, которую он спас от похотливых пьяниц, открывает свой безалкогольный бар. Их бизнес процветает, между ними и Дугом Бэдменом начинается жестокая конкуренция, перерастающая в смертельную схватку. На стороне Бэдмена выступает знаменитый на всю округу бандит Хогофого.
Естественно, всё заканчивается счастливо, притом совершенно неожиданно. Убитые воскресают (живой водой служит всё тот же лимонад), непримиримые враги оказываются близкими родичами, а безалкогольный бизнес чудесным образом объединяется с алкогольным, ко всеобщему удовольствию.

## Актёры
- Карел Фиала — Лимонадный Джо (дублировал Олег Голубицкий)
- Милош Копецкий — Гораций «Хогофого» (дублировал Владимир Кенигсон)
- Квета Фиалова — Торнадо Лу (дублировала Лариса Пашкова)
- Ольга Шоберова — Виннифред (дублировала Данута Столярская)
- Рудольф Дейл — Дуг Бэдмен (дублировал Константин Тыртов)
- Вальдемар Матушка — Банджо Кид (дублировал Виктор Файнлейб)
- Карел Эффа — Панчо Кид (Юрий Андреев)
- Йозеф Глиномаз — стрелок Гримпо (дублировал Степан Бубнов)
- Владимир Меншик — бармен
- Милош Недбал — игрок
- Милош Ваврушка — бандит

Песни исполняют: Иветта Симонова, Ярмила Весела, Карел Готт, Милош Копецкий, Вальдемар Матушка.

## Дубляж
Фильм дублирован на киностудии «Союзмультфильм» в 1964 году.
- Режиссёр дубляжа — Георгий Калитиевский.
- Звукооператор — Георгий Мартынюк.
- Роли дублировали: Олег Голубицкий, Владимир Кенигсон, Лариса Пашкова, Данута Столярская, Константин Тыртов, Степан Бубнов, Юрий Андреев, Виктор Файнлейб.

## Награды
- 1964 г. — приз «Серебряная раковина» на 12-м кинофестивале в Сан-Себастьяне.
- 1967 г. — приз «Сфинкс» Милошу Копецкому за роль злодея Горация на международном кинофестивале в Панаме.

## Интересные факты
- Фильм поставлен по пьесе Иржи Брдечки.
- В оригинале фильма на чешском языке имя главного героя произносится как «Лимонадовый Йое», а не «Джо».
- В фильме высмеивается увлечение молодёжи напитком «Кока-кола»[2]. Интересно, что «Колалоковый» лимонад наливают в фильме из бутылок, похожих на тару из-под виски.
- «Колалока» (cola loca) по-испански означает «бешеная кола» или «безумная кола».
- На 15-й минуте фильма можно заметить здание с вывеской компании «Acme Tool Company».
- Эпизод, когда местный авторитет выстрелом в потолок останавливает традиционную потасовку в салуне и предлагает «продолжить завтра», процитирован в советском фильме «Человек с бульвара Капуцинов».
- После выхода Постановления Президиума Верховного Совета СССР от 16 мая 1985 года «Об усилении борьбы с пьянством» Лимонадным Джо в народе прозвали генсека КПСС Михаила Горбачёва.